# Tarmageddon

Tarmageddon är Skitargs tredje album som släpptes den 13 januari 2014.

## Handling
Det ett konceptalbum på 11 låtar med medföljande 100 sidors roman om Kepskillzombieapokalypsen i Skitargentina. Berättelsen om deras flykt från kepskillezombierna som tar dem genom de mörkaste skogarna i Slöddertälje under deras resa mot Skrekland och tryggheten. På deras resa så är komikern André Wickström  , ÖverSten och hans maskot KentClaesGöran med samt en mycket olycksam sälunge.

### Låtlista
| Nr  | Titel             | Längd |
| --- | ----------------- | ----- |
| 1.  | K.E.P.A           | 7:18  |
| 2.  | Jävligt Jagande   | 4:38  |
| 3.  | Ångmaskin         | 3:53  |
| 4.  | LIV-negativ       | 6:22  |
| 5.  | Kast-abort        | 5:08  |
| 6.  | Analsentimental   | 3:59  |
| 7.  | Kampgris          | 7:05  |
| 8.  | Tarmageddon       | 7:05  |
| 9.  | Ojojojoj          | 4:35  |
| 10. | Utvecklingstörd   | 4:47  |
| 11. | Jag Vill Ha Stryk | 6:22  |